# Kernkraftwerk Olkiluoto
Das Kernkraftwerk Olkiluoto [ˈɔlkiluɔtɔ] mit seinen drei Kernreaktoren liegt auf der Insel Olkiluoto an der Westküste Finnlands in der Gemeinde Eurajoki, rund 25 Kilometer nördlich der Stadt Rauma. Block 3 des Kraftwerks ging nach wesentlichen Steigerungen von Herstellkosten und Bauzeit am 16. April 2023 als leistungsstärkster Reaktor Europas in den Betrieb.
Am selben Ort wie das Kernkraftwerk befindet sich auch das nukleare Endlager Olkiluoto.

## Blöcke 1 und 2 – Siedewasserreaktoren (BWR-2500)

### Allgemeines
In Finnland sind derzeit (Stand August 2023) fünf Kernreaktoren im kommerziellen Betrieb, davon zwei WWER sowjetischer Bauart in Loviisa und zwei Siedewasserreaktoren in Olkiluoto. Letztere haben eine Nettoleistung von 880 bzw. 860 Megawatt und werden von der Gesellschaft Teollisuuden Voima Oyj (TVO) betrieben. Block 1 wurde zum ersten Mal am 21. Juli 1978 kritisch, Block 2 folgte am 13. Oktober 1979. Die Reaktoren sind seit 1979 bzw. 1982 im kommerziellen Betrieb und geben den von ihnen erzeugten Dampf an je eine Hochdruckturbine und vier folgende Niederdruckturbinen ab. Damit werden mit circa 20 Tonnen Brennstoff 7 TWh Strom – bei einem Wirkungsgrad um die 35 % – pro Jahr erzeugt. Die beiden Siedewasserreaktoren sind vom Typ BWR-2500 mit je 500 Brennelementen und 107 Steuerstäben und werden mit Meerwasser gekühlt.
Dazu wurde mit Block 3 der neue EPR mit 1600 MW kommerziell im April 2023 in Betrieb genommen.
Mit diesem zusätzlichen Block in Olkiluoto können die seit dem russischen Einmarsch in die Ukraine 2022 unerwünschten Stromimporte aus Russland vermieden werden und der Anteil des Stroms aus Kernkraft stieg auf etwa 45 % des Bedarfs in Finnland. Seit dem Antrag Finnlands zum Beitritt zur NATO im Jahr 2022 wurden die Interkonnektoren zum Stromaustausch durch Russland deaktiviert.

### Sicherheit
Im Oktober 2012 wurden Ergebnisse aus einem Stresstest veröffentlicht, den die EU nach der Nuklearkatastrophe von Fukushima durchführen ließ. Zu den besonders kritisierten Kernkraftwerken zählte dabei neben dem Kernkraftwerk Forsmark in Schweden das Kernkraftwerk Olkiluoto. Demnach bliebe z. B. den Bedienungsmannschaften in diesen Kraftwerken weniger als eine Stunde Zeit, um eine unterbrochene Stromversorgung zur Aufrechterhaltung der zwingend notwendigen Reaktorkühlung zur Abführung der Nachzerfallswärme wiederherzustellen. Andernfalls droht eine Kernschmelze.
Am 10. Dezember 2020 kam es zu einer Notabschaltung des Reaktors von Block 2, nachdem eine erhöhte Strahlung gemessen worden war. Der Betreiber des Kernkraftwerks führte die Störung auf einen Defekt in der Aufbereitungsanlage des Kühlwassers zurück. Die finnische Strahlenschutzbehörde STUK wertete die Situation als ernste Störung, auch wenn zu keinem Zeitpunkt Beschäftigte oder die Bevölkerung gefährdet waren.

## Block 3 – Europäischer Druckwasserreaktor (EPR)

### Allgemeines
Der in den Jahren 2005 bis 2022 gebaute Block 3 beinhaltet einen Druckwasserreaktor vom Typ EPR mit einer Leistung von 1600 MW. Der Reaktor erreichte am 21. Dezember 2021 das erste Mal die nukleare Kritikalität und nahm am 16. April 2023 den kommerziellen Betrieb auf. Der durch die 241 Brennstäbe in Verbindung mit 89 Steuerstäben im Reaktor erzeugte Dampf wird auf eine Hochdruckturbine und drei nachgeschaltete Niederdruckturbinen geleitet. Mit 32 Tonnen Brennstoff sollen pro Jahr um die 13 TWh Strom erzeugt werden. Dies geschieht bei einer thermischen Leistung von 4300 MW und ergibt einen Wirkungsgrad von circa 37 %. Die Kühlung erfolgt mit Meerwasser.

### Projektgeschichte

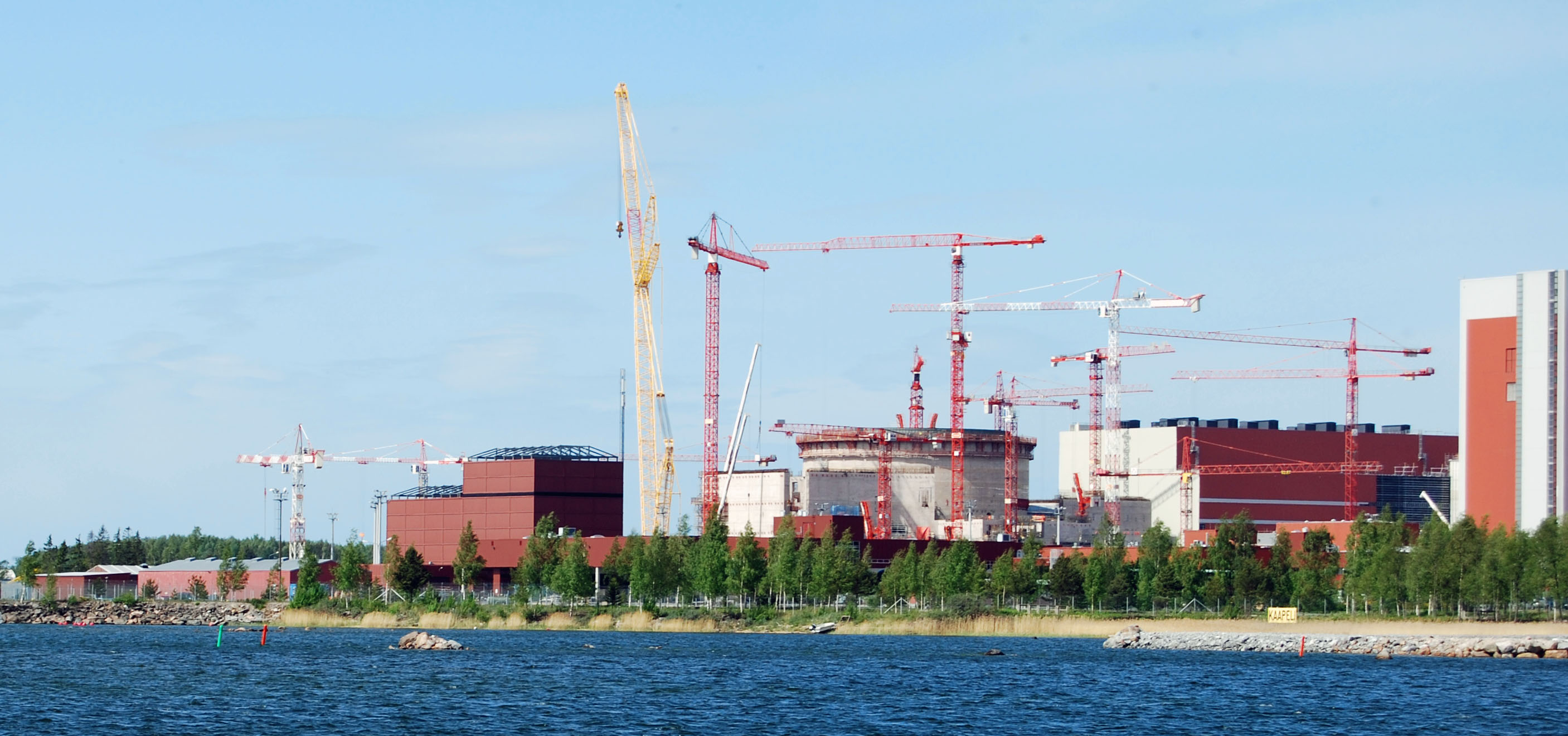
Baustelle Block 3, 2009

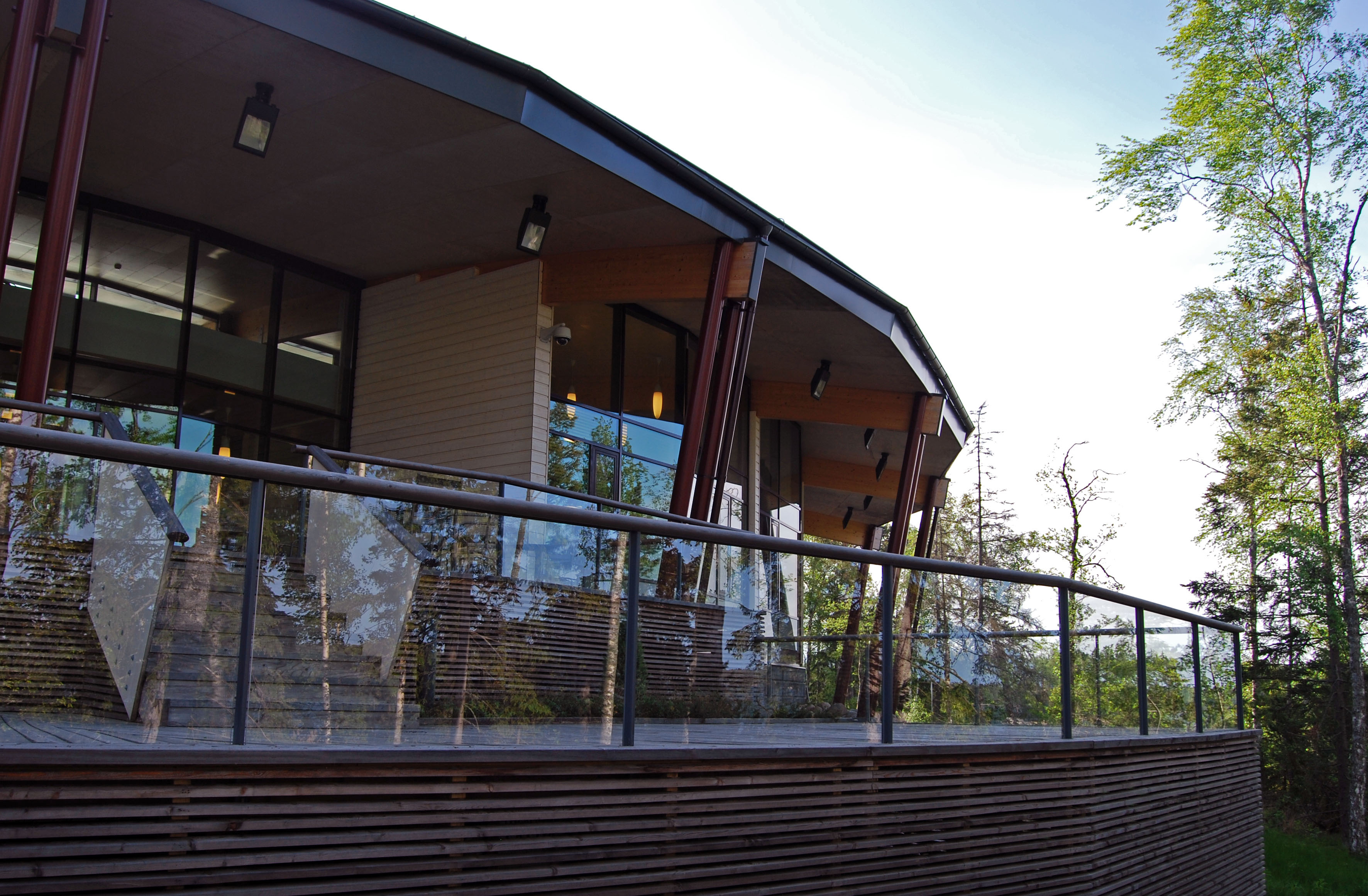
Das Infozentrum des Kernkraftwerks

2003 begann die Ausschreibung für den Bau eines dritten Reaktorblocks. Daran beteiligten sich unter anderem der französische Konzern Areva NP und auch das russische Unternehmen Atomstroiexport. Atomstroiexport legte Pläne für einen WWER-1000/466 in Form eines AES-91 mit erweiterter Sicherheitseinrichtung für etwa 800 bis 900 Millionen US-Dollar vor. Die französische Areva bot einen Reaktor vom Typ EPR an. Ende 2003 wurde der Auftrag für Block 3 dann an Areva vergeben.
Offizieller Baubeginn für Block 3 in Olkiluoto war der 12. August 2005. Areva (heute Framatome) erstellte dabei den Kernreaktor und Siemens errichtete den konventionellen Kraftwerksteil. Zum Zeitpunkt des Baubeginns handelte es sich um den ersten Reaktor des Typs EPR. Als Kaufpreis wurden ursprünglich etwa 3 Milliarden Euro für ein „schlüsselfertiges“ Kraftwerk vereinbart und damit einige wesentliche Herstellungsrisiken auf die ausführenden Firmen verlagert. Die Fertigstellung wurde für 2009 vereinbart.

#### Kostenentwicklung
Bereits im Jahr 2008 wurde die erste Kostensteigerung bekannt, der Herstellungspreis der Anlage wurde auf 4,5 Milliarden Euro geschätzt – wobei schon damals deutsche Kraftwerksbetreiber die Kosten von vergleichbaren Anlagen mit zirka 6 Milliarden Euro umrissen. 2009 erfolgte die Korrektur der Schätzung auf 5,47 Milliarden Euro. Zwei Jahre später kletterten die Prognosen auf 6,6 Milliarden Euro. Und nach immer neu publik werdenden Verzögerungen wurde 2012 in der taz die Prognose des Betreibers in Höhe von 8,5 Milliarden Euro rezipiert. Mit dem Ende des Geschäftsjahres 2014 tätigte Areva weitere Abschreibungen in Höhe von 720 Millionen Euro für das Projekt und verbuchte für 2014 einen Verlust in Höhe von 4,834 Mrd. Euro und im April 2015 schrieb Die Welt, dass die Baukosten nun auf zirka 9 Milliarden Euro geschätzt würden. Parallel dazu kamen die ersten Forderungen nach Schadensersatz für die nicht produzierbare Energie auf und im Mai 2016 berichtete der öffentlich-rechtliche finnische Nachrichtenkanal YLE, dass die Verhandlungen zwischen Teollisuuden Voima Oyj und dem Herstellerkonsortium über einen Vergleich der Teilung der Mehrkosten ergebnislos abgebrochen wurden. Daraufhin verklagte TVO Areva auf 2,6 Milliarden € Schadensersatz für Schäden aus der verspäteten Fertigstellung. Areva wiederum verklagte TVO auf die Beteiligung von 3,4 Milliarden Euro an den Mehrkosten. Im März 2018 einigte sich TVO mit Areva und Siemens auf einen Schadensersatz wegen der Verspätung. Nach Auskunft von TVO bezahlten Areva und Siemens insgesamt 450 Millionen Euro. Die Entschädigung sollte sich um weitere 400 Millionen Euro erhöhen, falls das Projekt nicht bis Ende 2019 fertiggestellt würde.
| Jahr | Kostenschätzung |
| ---- | --------------- |
| 2008 | 4,50 Mrd. €     |
| 2009 | 5,47 Mrd. €     |
| 2012 | 8,50 Mrd. €     |
| 2015 | 9,00 Mrd. €     |
| 2022 | 11,00 Mrd. €    |

Als der Reaktor am 18. Februar 2022 schließlich seinen Probebetrieb aufnahm, waren die Investitionskosten auf nahezu das Vierfache der ursprünglich geplanten Summe gestiegen. Sie betrugen zirka 11 Milliarden Euro.
Vor dem Hintergrund, dass ein wesentlicher Teil der Kostensteigerungen zu Lasten des Herstellerkonsortiums unter der Führung von Areva NP (Framatome) geht und dieser Konzern weitestgehend in französischem Staatsbesitz ist, beschäftigt sich seit 2011 auch der Haushaltsausschuss der Französischen Nationalversammlung (Assemblée nationale) mittels eines gesondert eingesetzten Untersuchungsausschusses mit den massiven Kostenüberschreitungen.

#### Bauablauf
Im Verlauf der Projektumsetzung war der Bau wiederkehrend mit Problemen und Fehlern verknüpft, die zu kontinuierlichen Verzögerungen führten. So kam es bereits im ersten Baujahr zu erheblichen Verzögerungen, als z. B. beim Herstellen der ersten Fundamente nicht den Spezifikationen entsprechender Beton verarbeitet wurde. In der Folge musste der Hersteller zusätzliche Nachweise erbringen, um die vorgegebene Festigkeit zu bestätigen. Entsprechend prognostizierte die Betreiberfirma bereits Ende 2006 eine Betriebsaufnahme frühestens 2011 und korrigierte dieses Ziel zwei Jahre später auf 2012. Im Juni 2010 wurde für die Netzsynchronisation das Jahr 2013 angestrebt und musste nach neuen Problemen im Oktober 2011 auf 2014 verschoben werden. Im Juli 2012 gab die Betreiberfirma bekannt, dass auch 2014 nicht mit einer Fertigstellung gerechnet werden kann, wobei man zunächst darauf verzichtete, einen neuen Termin zu nennen. Dieses Muster setzte sich fort, als Areva im Dezember 2012 einen Inbetriebnahmetermin für 2015 und Anfang 2013 die Fertigstellung für 2016 in Aussicht stellte. Anfang 2014 ließ der Areva-Konzern einen Termin verstreichen, an dem die neue Fertigstellungsprognose veröffentlicht werden sollte, und gab im September 2014 bekannt, dass nun 2018 das Ziel sei. Im Juni 2017 wurden schließlich erste Kalttests durchgeführt und es sollten im Herbst 2017 die ersten Warmtests folgen. Man hoffte auf die Erteilung der Betriebsbewilligung für Anfang 2018. Im Oktober 2017 erreichten die Verzögerungen den Meilenstein von 10 Jahren, und im November 2018 wurde die Inbetriebnahme auf Januar 2020 verschoben.
Am 7. März 2019 erhielt der Reaktorblock schließlich seine Betriebsgenehmigung von der finnischen Regierung. Nach Stand vom März 2019 sollte im Juni mit dem Laden des ersten Kernbrennstoffs begonnen und im Oktober die erste Netzsynchronisation erfolgen. Ab Anfang 2020 war der kommerzielle Leistungsbetrieb und die Übergabe der Anlage geplant. Nach Problemen wurde aber am 10. April 2019 das Laden des Brennstoffs auf frühestens Ende August 2019 und später auf 2020 verschoben – mit dem Beginn des regulären Betriebes im Juli 2020. Wegen anhaltender Probleme folgten zwei weitere Verschiebungen der Beladung, zuerst im Dezember 2019 auf den Sommer 2020 mit einer avisierten Netzsynchronisation im November desselben Jahres, und im August 2020 auf März 2021 mit einer Netzsynchronisation im Oktober 2021. Als Grund wurden sowohl Probleme mit Tests und Ersatzteilen als auch die Covid-19-Pandemie genannt. Die kommerzielle Stromerzeugung wurde für Februar 2022 erwartet.
Am 26. März 2021 erteilte die finnische Nuklearaufsicht STUK tatsächlich die Genehmigung zur Beladung mit Brennstoff, und das Kraftwerk galt formal als fertiggestellt. Jedoch verzögerten Nachbesserungen an einer Turbine die Inbetriebnahme im August 2021 erneut, und es dauerte bis zum 16. Dezember 2021, bis die Aufsichtsbehörde STUK den Beginn der Kernreaktion im Probebetrieb durch einen progressiven Aufstieg der Leistung von 5 % auf 30 % und später auf 60 % genehmigte.

#### Beihilfeverfahren
Im Jahr 2004 leitete die Europäische Kommission (angestoßen von Greenpeace) eine Untersuchung ein, um zu prüfen, ob die Bürgschaft Frankreichs für das von einem Bankenkonsortium gewährte Darlehen von 570 Millionen Euro an den Stromerzeuger TVO (Teollisuuden Voima Oy) mit den Beihilfevorschriften des EG-Vertrags vereinbar ist. Die EU-Kommission untersuchte dabei auch, ob die Bürgschaft für das vom Areva/Siemens-Konsortium unterbreitete Angebot Einsparungen für TVO ermöglicht hat, so dass Areva/Siemens den Zuschlag für den Bau des neuen Kernkraftwerks erhielt. Der Fall wurde im September 2007 abgeschlossen, nachdem die Untersuchung zu dem Schluss kam, dass TVO die 570 Millionen Euro auch auf dem privaten Kapitalmarkt hätte aufbringen können. Ein Wettbewerbsvorteil sei durch die subventionierten Kredite nicht entstanden, weil solche auch in gleicher Weise bei den Angeboten der Wettbewerber von Areva/Siemens enthalten waren. Auch zu allen anderen Vorwürfen wurde kein Beweis gefunden.

#### Finanzierung
Die sechs Anteilseigner der TVO trugen 25 % der Kosten des Kernreaktors. Die Verteilung der Last der Mehrkosten sowie diverse Schadensersatzklagen waren Gegenstand von Gerichtsverfahren. Zur Projektfinanzierung diente neben einem Exportkredit der französischen Regierung auch ein Kredit eines Bankenkonsortiums, angeführt von der BayernLB. Dieser hatte eine Höhe von 1,95 Milliarden Euro zu einem Zinssatz von 2,6 %. Sowohl die BayernLB als auch die Bayerische Staatsregierung – mit 75 % größter Anteilseigner der BayernLB – wurden für die als verdeckte Förderung des Kernkraftprojektes gesehene Kreditvergabe kritisiert.

### Betrieb
Zu Beginn des Probebetriebes kam es am 14. und 29. Januar 2022 jeweils zu einer Reaktorabschaltung, am 12. März 2022 erfolgte schließlich die erste Netzsynchronisation. Im Juni 2022 wurden Probleme mit Fremdmaterial in einer der Turbinen des Kraftwerksblockes festgestellt, die bis Ende Juli 2022 behoben wurden. Eine Verzögerung des Testbetriebes wurde bis in den Dezember 2022 avisiert. Am Montag, dem 22. August 2022, fiel die Leistung aufgrund eines Turbinenausfalls auf Null und am darauf folgenden Sonntag kündigte TVO an, dass der Probebetrieb mit einer Leistung von 60 % fortgesetzt werde. Am 18. Oktober 2022 stellte der Betreiber Schäden in den Speisewasserpumpen des Blocks fest, was den Übergang in den Regelbetrieb vorläufig auf den 8. März 2023 verschieben sollte. Nach weiteren Verzögerungen der Ausbesserungsarbeiten wurde Anfang März 2023 berichtet, dass der Testbetrieb am 15. März wiederaufgenommen wurde und der Regelbetrieb nunmehr für den 17. April 2023 geplant sei. 14 Jahre nach der geplanten Fertigstellung – am 16. April 2023 um 2:00 Uhr UTC+2 – ging der Reaktor schließlich in den regulären Betrieb.
Durch die starke Verzögerung der Inbetriebnahme hat sich nun auch die geplante Stilllegung entsprechend verschoben bei 60 Jahren Betrieb auf das Jahr 2083. Dabei sind Revisionen und Wartungsstillstände zu berücksichtigen, die 10 bis 15 % dieser Zeit geplant in Anspruch nehmen. Die Betriebszeit mit Stromlieferung beträgt damit geplant etwa 50 Jahre mit etwa 700 TWh erzeugtem Strom.
Am 19. November 2023 führte ein Fehler im Turbinensystem der Anlage zur automatischen Abschaltung. Zwei Tage später begann die Stromproduktion mit reduzierter Leistung erneut. Lediglich eine Woche später musste der Reaktor am 28. November 2023 erneut vom Netz genommen werden, nachdem ein kurzzeitiger Kurzschluss im umgebenden Leitungsnetz einen Spannungsabfall verursachte.
Vom 2. März 2024 bis 8. April 2024 war die jährliche Wartung des Blocks geplant. Der Wartungsblock wurde mehrfach verlängert bis zum 14. Mai 2024, da während der Wartung neue Mängel gefunden wurden und es Probleme mit technischen Prüfgeräten gab.

## Block 4
Am Standort Olkiluoto war ein vierter Block geplant, dessen Bau im Mai 2015 vom Investor TVO abgesagt wurde. Als Grund hierfür wurden die starken Verzögerungen beim Bau von Olkiluoto 3 angeführt. Ein möglicher Bau in fernerer Zukunft wird hingegen nicht ausgeschlossen. Die Leistung des Reaktors sollte zwischen 1000 MW und 1800 MW liegen. In Frage kamen unter anderem ein EPR oder ein KERENA (bis März 2009 als SWR 1000 bezeichnet) von Areva, ein Advanced Boiling Water Reactor von Westinghouse Nuclear, ein ESBWR von General Electric, ein APWR von Mitsubishi, ein koreanischer APR-1400 und ein russischer WWER-1200/491 (AES-2006). Ursprünglich war geplant, den Reaktor zwischen 2016 und 2018 in Betrieb zu nehmen, im Jahr 2012 wurde 2020 angestrebt. Mitte 2014 beantragte der zukünftige Betreiber die Frist für eine Baugenehmigung in das Jahr 2020 zu verschieben. Der Betriebsbeginn war nun für die Mitte der 2020er Jahre geplant. Die finnische Regierung lehnte im September 2014 die Fristverlängerung ab, da TVO nicht garantieren könne, dass der vierte Reaktor jemals fertiggestellt würde. Als Ersatz für die Blöcke 1 und 2 ab etwa 2039 oder 2042 müsste der Bau wohl spätestens 2030 beginnen. Infolge des russischen Angriffskrieges gegen die Ukraine seit dem Jahr 2022 hat das Projekt des 4. Blockes eine neue Priorität erhalten auch im Kontext zum Standort Loviisa mit Reaktoren russischer Bauart, der nur wenige Kilometer von der russischen Grenze entfernt ist.

## Daten der Reaktorblöcke
Im Kernkraftwerk Olkiluoto befinden sich drei Reaktorblöcke:
| Reaktorblock | Reaktortyp         | Baulinie      | Netto- leistung | Brutto- leistung | Baubeginn  | Netzsyn- chronisation | Kommer- zieller Betrieb | Abschal- tung  |
| ------------ | ------------------ | ------------- | --------------- | ---------------- | ---------- | --------------------- | ----------------------- | -------------- |
| Olkiluoto-1  | Siedewasserreaktor | ASEA-BWR-2500 | 880 MW          | 910 MW           | 01.02.1974 | 02.09.1978            | 10.10.1979              | (2039 geplant) |
| Olkiluoto-2  | Siedewasserreaktor | ASEA-BWR-2500 | 890 MW          | 920 MW           | 01.08.1975 | 18.02.1980            | 10.07.1982              | (2042 geplant) |
| Olkiluoto-3  | Druckwasserreaktor | Areva-EPR     | 1600 MW         | 1720 MW          | 12.08.2005 | 12.03.2022            | 16.04.2023              | (2083 geplant) |